# The Providence Journal
The Providence Journal es un periódico publicado diariamente en Rhode Island, Providence, EUA, siendo el más importante de la región y el más antiguo de EUA de publicación diaria ininterrumpida desde su fundación en 1829.
En 1996 fue adquirido por la Belo Corporation y ha sido ganador de cuatro premios Pulitzer.

## Historia
El periódico comenzó a ser publicado en 1829 con el nombre de The Providence Daily Journal. En 1863, pasó a tener  edición vespertina con el nombre de The Evening Bulletin.  En 1920 fue nombrado como  The Providence Journal. En 1992, se descontinuó la publicación de la edición vespertina  y la edición matutina pasó a llamarse The Providence Journal-Bulletin. En 1995 inició su publicación en Internet y en 1996 tomo su denominación oficial comoprojo.com. En 1998, el nombre fue acortado regresando al  de The Providence Journal.